# アメツ・チュルカ
アメツ・チュルカ・アンソラ（Amets Txurruka Ansola、1982年11月10日 - ）は、スペイン、バスク州・エチェバリア出身の自転車競技（ロードレース）選手。

## 経歴
2006年にバルロ・ワールドと契約を結んでプロ転向。
2007年にエウスカルテル・エウスカディに移籍。ツール・ド・フランスにおいて、第12ステージの敢闘賞及び総合敢闘賞を獲得。総合23位に入った。

## 主な戦績

### 2007年
- ツール・ド・フランス　総合敢闘賞、敢闘賞

### 2013年
- バスク一周　山岳賞、スプリント賞
- ブエルタ・ア・アストゥリアス 総合優勝
- ブエルタ・ア・ブルゴス　山岳賞

### 2014年
- ツール・デ・フィヨルド　山岳賞
- ツール・ド・ジェヴォーダン　総合優勝

### 2015年
- ツアー・オブ・ノルウェー　区間優勝（第４ステージ）

## 参考
1. ↑  ツール・ド・フランス2007第20ステージ - ベンナーティがパリで2勝目！コンタドール総合優勝！